# 六民乡
六民乡，是中华人民共和国四川省凉山彝族自治州会理市曾经下辖的一个乡。

## 行政区划
六民乡撤销前下辖以下地区：
幸福村、三家村、六民村、大山村和十八凹村。